# Cycas tansachana
Cycas tansachana é uma espécie de cicadófita do género Cycas da família Cycadaceae, nativa da Tailândia. Segundo dados de 2010, a população tende a descrescer.